# 四甲基氯化铵
四甲基氯化铵是一种化合物，化学式为C4H12N+Cl−。可用作相转移催化剂、模板剂、极谱试剂或贵金属的分离试剂。

## 性质
电解四甲基氯化铵的水溶液，可以得到四甲基氢氧化铵。